# 史宏微
史宏微（1972年12月—），男，中华人民共和国外交官，现任中华人民共和国驻阿拉伯叙利亚共和国特命全权大使。

## 生平
史宏微曾任驻沙特阿拉伯大使馆公使衔参赞和外交部西亚北非司副司长。
2023年1月，出任中华人民共和国驻叙利亚大使。
2024年12月，阿薩德政權垮台。2025年2月22日，叙利亚总统艾哈迈德·沙拉与史宏微会面，标志着两国官方的首次接触。